# Подлазе (Скаржиський повіт)
Подлазе (пол. Podłazie) — село в Польщі, у гміні Лончна Скаржиського повіту Свентокшиського воєводства.
Населення — 427 осіб (2011).
У 1975-1998 роках село належало до Келецького воєводства.

## Демографія
Демографічна структура на день 31 березня 2011 року:
|          | Загалом | Допрацездатний вік | Працездатний вік | Постпрацездатний вік |
| -------- | ------- | ------------------ | ---------------- | -------------------- |
| Чоловіки | 218     | 46                 | 152              | 20                   |
| Жінки    | 209     | 36                 | 122              | 51                   |
| Разом    | 427     | 82                 | 274              | 71                   |